# Adekekuli, Honavar
Adekekuli là một làng thuộc tehsil Honavar, huyện Uttara Kannada, bang Karnataka, Ấn Độ.